# MEKO 200
Die MEKO 200-Klasse ist eine Kriegsschiffklasse der deutschen ThyssenKrupp Marine Systems AG. Die Klasse gehört zu der MEKO-Schiffsreihe und wurde in den 1980er Jahren von der Werft Blohm + Voss entwickelt.

## Geschichte
Die Klasse MEKO 200 wurde nach den Baureihen MEKO 140 und MEKO 360 entwickelt um die Lücke zwischen kleineren Fregatten und kleinen Zerstörern zu schließen. Wie alle Schiffe der MEKO Reihe sind die MEKO 200 modular aufgebaut, um kundenspezifisch angepasst zu werden.
Das erste Schiff, das in Auftrag gegeben wurde, war die türkische Yavuz, die am 17. Juli 1987 ausgeliefert wurde. Das Schiff entsprach dem Typ MEKO 200 TN. Bis 2008 wurden 28 weitere Schiffe der Klasse gebaut und mit unterschiedlichsten Systemen und Konfigurationen ausgestattet.

## Varianten

### MEKO 200 TN Track I und II
Der Vertrag über das erste Los (Track I) Schiffe der MEKO 200 TN oder Yavuz-Klasse wurde im April 1983 mit der Türkei abgeschlossen. Die ersten zwei Schiffe wurden bei Blohm + Voss, Hamburg und HDW, Kiel gebaut, zwei weitere auf der Marinewerft Gölcük in der Türkei.
Die Schiffe erhielten einen CODAD-Antrieb mit vier MTU-20V-Dieselmotoren.
Die Türkei bestellte mit der Barbaros-Klasse zu Beginn der 1990er Jahre vier weitere Schiffe des Typs. Das Los Track II wurde mit einem CODOG-Antrieb mit zwei MTU-16V-Dieseln und zwei LM2500-30-Gasturbinen ausgestattet. Die Klasse war mit 3.350 ts (voll geladen) etwas schwerer, erhielt statt des Sea-Sparrow-Starters einen Mk48-VLS-Starter und war mit über 31 Knoten etwas schneller.
Diese Fregatten wurden so ausgelegt, dass sie beim Überwasserkampf maximalen Schaden bei geringen Verlusten ausrichten können. Dementsprechend erhielten sie kleinere Flugabwehr- und U-Jagd-Kapazitäten, aber dafür eine starke Sea-Zenith-CIWS-Anlage.
Die Schiffe wurden (bzw. werden) in zwei Wellen modernisiert. Die erste abgeschlossene Phase umfasste den Ersatz des AWS-9 Überwachungsradars von BAE Systems durch das Thales Smart-S Mk 2 auf allen vier Einheiten und auf den ersten beiden (Track IIA-) Schiffen zusätzlich Austausch der Mk 29 Sea Sparrow Starter durch eine Mk 41 Senkrechtstartanlage für Flugkörper.
Die zweite, umfangreichere Phase umfasst den Austausch sämtlicher übriger Radare, der Systeme zur Elektronischen Kampfführung des Sonars und des Nahbereichsverteidigungssystems. Die Hauptauftragnehmer sind Havelsan and Aselsan, die 2018 entsprechende Verträge erhielten. Das SMART-S Radar wird auf einen neuen Vordermast versetzt auf dem unterhalb auf beiden Seiten die Antennen des Systems für den Elektronischen Kampf ARES-2NC eingerüstet werden. Oben auf einem ebenfalls neuen hinteren Mast wird das MAR-D Active-Electronically-Scanned-Array-Luftradar eingebaut.
Technische Daten
- Länge 116,72 m (118 m – F 246, F247)
- Breite 14,80 m
- Tiefgang 4,25 m
- Verdrängung: 3.100 ts, 3.450 ts (voll geladen)
- Antrieb
  - 2 Wellen mit Verstellpropellern
  - (Track I) 4 MTU-20V-1163-Dieselmotoren mit insg. 40.000 hp (CODAD)
  - (Track II) 2 General-Electric-LM2500-Gasturbinen mit insg. 60.656 PS (CODOG)
  - (Track II) 2 MTU-20V-956-Dieselmotoren mit insg. 10.040 PS
- Höchstgeschwindigkeit: 27/31+ kn
- Reichweite: 4.000 nm bei 20/22 kn
- Waffensysteme
  - 1 × 5"/127-mm-Geschütz
  - 3 Oerlikon Contraves Sea Zenith 25 mm CIWS
  - 2 × 3 × 324-mm-Mk32-Torpedorohre
  - 2 × Mk-141-Starter für je 4 AGM-84 Harpoon
  - (Track I) 1 × Mk 21 für 8 RIM-7 Sea Sparrow
  - (Track II) 1 × Mk-48-VLS-Starter mit 16 Zellen
- Elektronik
  - DA-08/1S-Luftabwehrradar
  - WM-25-Feuerleitanlage
  - TM-1226-Navigationsradar
  - STACOS-TU/FD-Kommando- und Kontrollsystem
  - WM25/-COSYS-DDWCS-Feurleitsystem
  - DE1160-Sonar
  - Link 11 / Link 14
  - MCS2002-Kommunikationssystem

Einheiten
| Schiff           | Namensgeber               | Werft                 | Kiellegung | Stapellauf         | In Dienst         | Status |
| ---------------- | ------------------------- | --------------------- | ---------- | ------------------ | ----------------- | ------ |
| F240 Yavuz       | Sultan Selim I Yavuz      | Blohm & Voss, Hamburg |            | 30. Mai 1985       | 11. Oktober 1987  | Aktiv  |
| F241 Turgut Reis | Turgut Reis               | HDW, Kiel             |            | 17. Juli 1987      | 4. Februar 1988   | Aktiv  |
| F 242 Fatih      | Sultan Mehmed II Fatih    | Marinewerft Gölcük    |            | 24. April 1987     | 12. Oktober 1988  | Aktiv  |
| F243 Yilderim    | Sultan Bayezid I Yildirim | Marinewerft Gölcük    |            | 22. Juli 1988      | 17. November 1989 | Aktiv  |
| F244 Barbaros    | Hayreddin Barbarossa      | Blohm & Voss          |            | 29. September 1993 | 23. Mai 1997      | Aktiv  |
| F245 Oruc Reis   | Oruç Reis                 | Marinewerft Gölcük    |            | 28. Juli 1994      | 23. Mai 1997      | Aktiv  |
| F 246 Salih Reis | Salih Reis                | Blohm & Voss          |            | 26. September 1997 | 22. Juli 1998     | Aktiv  |
| F247 Kemal Reis  | Kemal Reis                | Marinewerft Gölcük    |            | 24. Juli 1998      | 8. Juni 2000      | Aktiv  |

### ANZAC-Klasse
Die ANZAC-Klasse auf Basis MEKO 200 wurde für die australische und neuseeländische Marine von Blohm + Voss entworfen. 1989 wurde der Vertrag zum Bau von zehn Schiffen unterschrieben, acht Schiffe für die australische und zwei für die neuseeländische Marine. Der Bau der Schiffe erfolgte in Modulbauweise in Australien und Neuseeland, die Endfertigung fand in der Tenix Defence Systems-Werft in Williamstown, Victoria statt. Der Stapellauf des ersten Schiffes, HMAS Anzac, fand am 16. September 1994 statt, das letzte Schiff, HMAS Perth lief am 20. März 2004 vom Stapel.
Details siehe Hauptartikel.

### MEKO 200HN

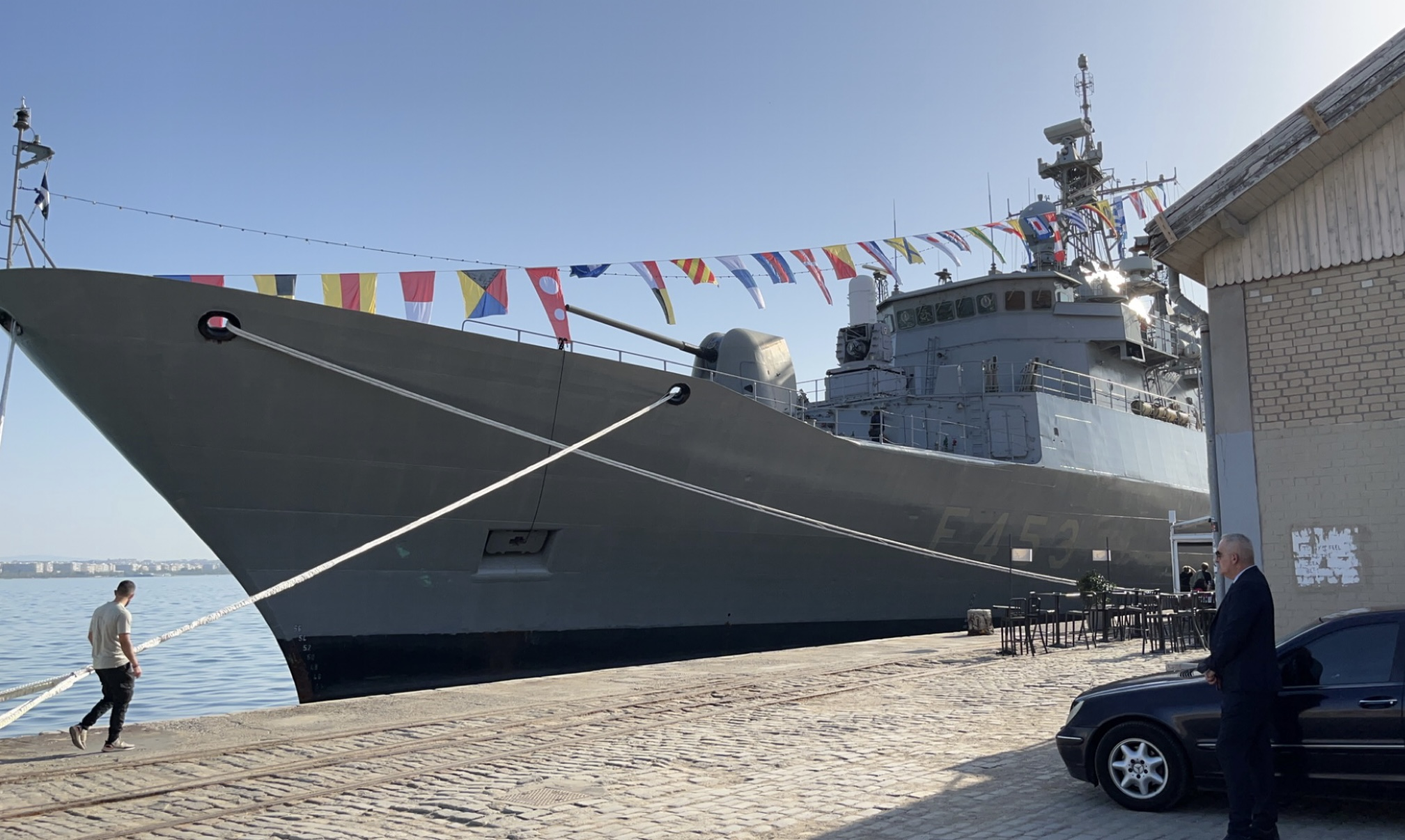
Griechische Fregatte Spetsai im Hafen von Thessaloniki (2022)

Die vier MEKO 200 HN oder Hydra-Klasse Schiffe der Griechischen Marine wurden 1988 bestellt. Das erste Schiff, die Hydra, wurde bei Blohm + Voss in Hamburg gebaut, die weiteren drei auf der Hellenic Shipyards in Chaidari gebaut. Die Hydra wurde während ihrer Werfterprobungsfahrt durch ein Feuer schwer beschädigt und konnte erst 1993 endgültig von der Marine übernommen werden. Durch Budgetprobleme Griechenlands kam es beim Bau der anderen drei Schiffe immer wieder zu Verzögerungen. Diese Einheiten wurden mit verbesserter Schockdämpfung ausgerüstet, es wurde besonderer Wert auf unabhängig voneinander funktionierende Kommunikations- und Waffensysteme gelegt. Die Schiffe sind in zwölf wasserdichte und unabhängige Sektionen unterteilt.
Durch schwere Spannungen mit der Türkei (Juli, August, September 2020) im östlichen Mittelmeer wurde ein umfangreiches Aufrüstungsprogramm in die Wege geleitet, welches unter anderem die Modernisierung der vier Fregatten beinhaltet.
Technische Daten
- Länge 117,50 m
- Breite 14,80 m
- Tiefgang 6,0 m
- Verdrängung: 2.710 ts, 3.200 ts (voll geladen)
- Antrieb
  - Wie MEKO 200 TN Track II
- Waffensysteme
  - 1 × 5"/127-mm-Geschütz
  - 2 × 20-mm-Phalanx CIWS-Nahbereichsabwehr
  - 2 × 3 × 324-mm-Mk32-Torpedorohre
  - 2 × Mk-141-Starter für je 4 AGM-84 Harpoon
  - 1 × Mk48-VLS-Starter mit 16 Zellen
- Elektronik
- Radar
  - Decca 2690 BT
  - AWS-9
  - HSA D08
  - HSA STIR -24, HSA STIR 18
- Sonar
  - SQS-56
- Kommunikation
  - Link 11 / Link 14
- Hangar für Hubschrauber Sikorsky S-70

| Kennung | Schiff            | Namensgeber | Werft              | Kiellegung        | Stapellauf        | In Dienst         | Status |
| ------- | ----------------- | ----------- | ------------------ | ----------------- | ----------------- | ----------------- | ------ |
| F452    | Hydra (Ύδρα)      | Hydra       | Blohm + Voss       | 17. Dezember 1990 | 25. Juni 1991     | 12. November 1992 | Aktiv  |
| F453    | Spetsai (Σπέτσαι) | Spetses     | Hellenic Shipyards | 11. August 1992   | 9. Dezember 1993  | 24. Oktober 1996  | Aktiv  |
| F 454   | Psara (Ψαρά)      | Psara       | Hellenic Shipyards | 12. Dezember 1993 | 20. Dezember 1994 | 30. April 1998    | Aktiv  |
| F455    | Salamis (Σαλαμίς) | Salamis     | Hellenic Shipyards | 20. Dezember 1994 | 15. Mai 1997      | 16. Dezember 1998 | Aktiv  |

### MEKO 200PN
Das Projekt zum Bau von drei Schiffen der Klasse Vasco da Gama bzw. MEKO 200PN für Portugal wurde 1985, nach fünf Jahren Vorbereitungsphase, genehmigt. Bis zu 60 % der Schiffe wurden von der NATO finanziert.
Diese Schiffe wurden, wie vorher die türkischen, auch bei einer zweiten deutschen Werft, der HDW in Kiel, gebaut.
Technische Daten
- Länge 115,90 m
- Breite 14,80 m
- Tiefgang 6,2 m
- Verdrängung: 2.920 ts, 3.200 ts (voll geladen)
- Bewaffnung
  - 1 × 100 mm Mod68 CADAM, französisches Schiffsgeschütz
  - 1 × 20-mm-Phalanx-CIWS
  - 2 × 3 × 324-mm-Mk32-Torpedorohre
  - 2 × Mk-141-Starter für je 4 AGM-84 Harpoon
  - 1 × Mk48-VLS-Starter mit 16 Zellen
- Elektronik
  - 1 × D-Band-Radar Thales DA08 Luft
  - 1 × F-Band Radar Thales MW08 Boden/Luft
  - 2 × Feuerleitradar Thales STIR 180
  - 1 × Sonar SQS510
  - 1 × ESM APECS II/700
  - Gegenmaßnahmen: Starter für Mk 36 SRBOC
- Hangar für zwei Hubschrauber Super Lynx Mk.95

Einheiten
| Schiff                  | Namensgeber          | Werft        | Kiellegung        | Stapellauf    | In Dienst         | Status |
| ----------------------- | -------------------- | ------------ | ----------------- | ------------- | ----------------- | ------ |
| F330 NRP Vasco da Gama  | Vasco da Gama        | Blohm + Voss | 2. Februar 1989   | 26. Juni 1989 | 18. Januar 1991   | Aktiv  |
| F331 NRP Álvares Cabral | Pedro Álvares Cabral | HDW, Kiel    | 2. Juni 1989      | 6. Juni 1990  | 24. Mai 1991      | Aktiv  |
| F332 NRP Corte-Real     | Familie Corte-Real   | HDW, Kiel    | 24. November 1989 | 6. Juni 1990  | 22. November 1991 | Aktiv  |

### MEKO A-200SAN
Die Valour-Klasse oder MEKO A-200SAN ist die erste im 21. Jahrhundert gebaute Unterklasse des MEKO-200-Konzepts. Die vier Schiffe für Südafrika wurden am 28. April 2000 bestellt und von 2006 bis 2007 ausgeliefert.
Im Unterschied zu den früheren Schiffen der Klasse wurden diese Schiffe mit einer reduzierten Radarsignatur gebaut. Sie erhielten eine „X-Form“, die rechte Winkel vermeidet und somit wenig Radarstrahlung zurückwirft. Außerdem wurde erstmals ein CODAG-WARP mit einem Wasserstrahlantrieb verbaut. An Elektronik und Waffensystemen wurden sehr viele Komponenten in Südafrika gefertigt.
Details siehe Hauptartikel.

### MEKO A-200AN
Algerien hat mutmaßlich (berichtet Jane’s Navy International) am 26. März 2012 einen Kaufvertrag über vier Einheiten unterschrieben. Der Gesamtpreis beträgt demnach 2,176 Mrd. Euro. Die Höhe des Preises legt die Vermutung nahe, dass hierbei sechs Super-Lynx-Bordhubschrauber mitberücksichtigt sind.
Diese algerische Unterklasse wird vermutlich eine höhere Verdrängung als die südafrikanischen Schiffe besitzen, dies soll bei späteren Umrüstungen das Risiko von Instabilitäten reduzieren. Als Bewaffnung sollen Anti-Schiff-Raketen Saab Dynamics RBS 15 Mk 3, infrarotgesteuerte vertikal startende Boden-Luft-Flugkörper von Denel Dynamics, eine Oto-Melara-Hauptkanone sowie zwei Rheinmetall-27-mm-Nahbereichskanonen installiert werden.
Einheiten
| Schiff | Namensgeber | Werft           | Kiellegung | Stapellauf        | In Dienst        | Status |
| ------ | ----------- | --------------- | ---------- | ----------------- | ---------------- | ------ |
| F910   | El Radii    | TKMS Kiel (HDW) |            | 5. Dezember 2014  | 23. Februar 2016 | aktiv  |
| F911   | El Moudamir | TKMS Kiel (HDW) |            | 11. Dezember 2015 | 8. Dezember 2016 | aktiv  |

### MEKO A200 Ägypten
Ägypten hat drei Fregatten bei TKMS in Auftrag gegeben. Den Export einer ersten Einheit genehmigte die deutsche Bundesregierung Anfang 2019. Das erste Schiff der Baureihe wurde im Auftrag von TKMS bei der zur Heinrich Rönner Gruppe gehörenden Werft Stahlbau Nord in Bremerhaven gefertigt. Es wurde am 27. April 2021 in Bremen zu Wasser gelassen, nachdem es auf einem Ponton von Bremerhaven dorthin transportiert worden war. Bis 2024 sollen alle drei Schiffe fertig gebaut sein.
Technische Daten:
- Länge 120 m
- Geschwindigkeit 32 Knoten

Einheiten
| Schiff | Namensgeber | Werft                                       | Kiellegung | Stapellauf       | In Dienst         | Status |
| ------ | ----------- | ------------------------------------------- | ---------- | ---------------- | ----------------- | ------ |
| 904    | Al-ʿAzīz    | Stahlbau Nord (als Subunternehmer von TKMS) | 2020       | 27. April 2021   | November 2022     | aktiv  |
| 905    | Al-Qahhar   | TKMS                                        | März 2020  | August 2021      | 26. Mai 2023      | aktiv  |
| 909    | Al-Qadeer   | TKMS                                        | März 2021  | April 2022       | 15. Dezember 2023 | aktiv  |
| 910    | Al-Jabbar   | Schiffswerft Alexandria (Ägypten)           |            | 4. Dezember 2023 |                   | im Bau |
| TBD    | Al-Jalil    | Schiffswerft Alexandria (Ägypten)           |            |                  |                   |        |
| TBD    | Al-Kemal    | Schiffswerft Alexandria (Ägypten)           |            |                  |                   |        |

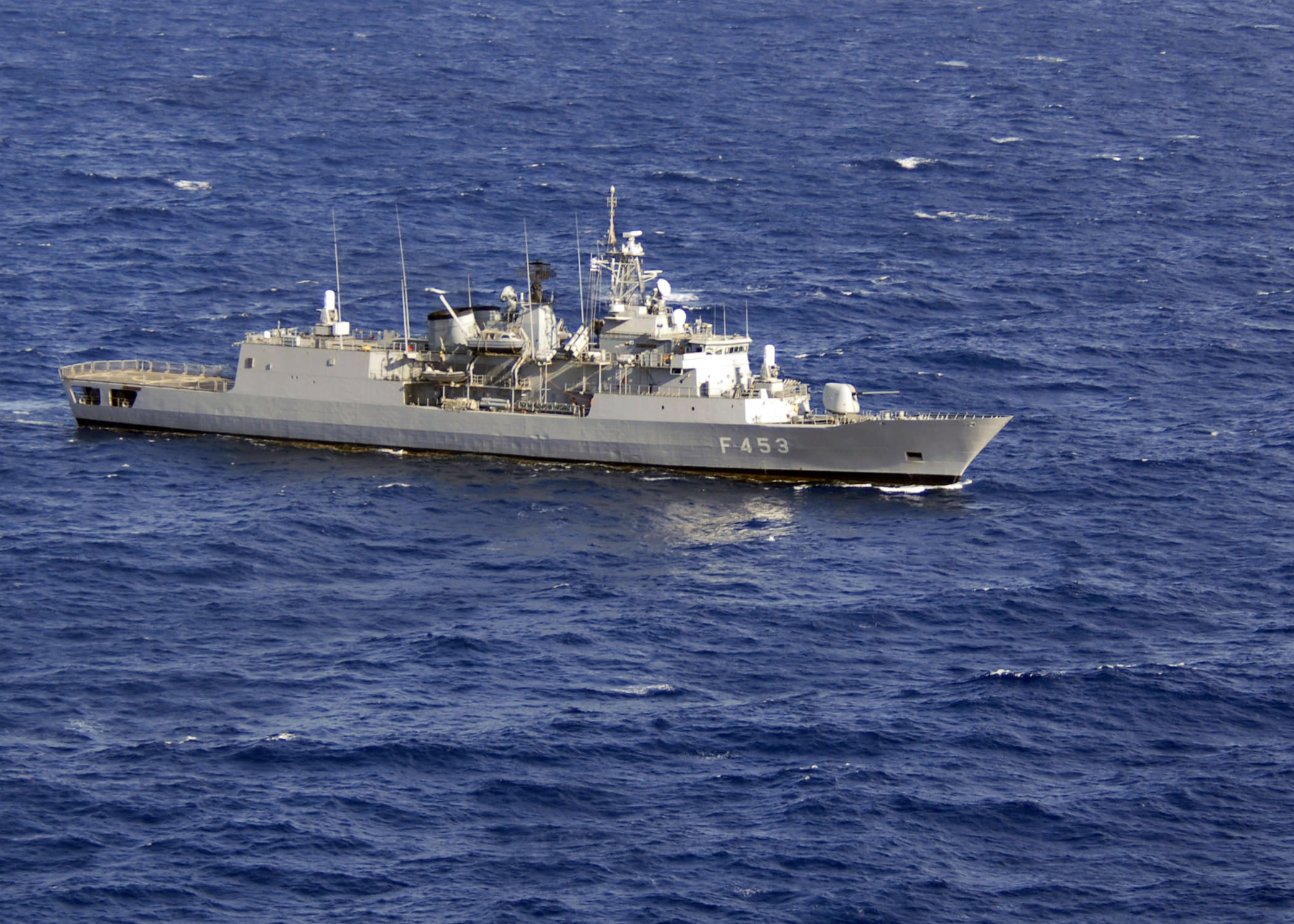
MEKO 200HN Spetsai
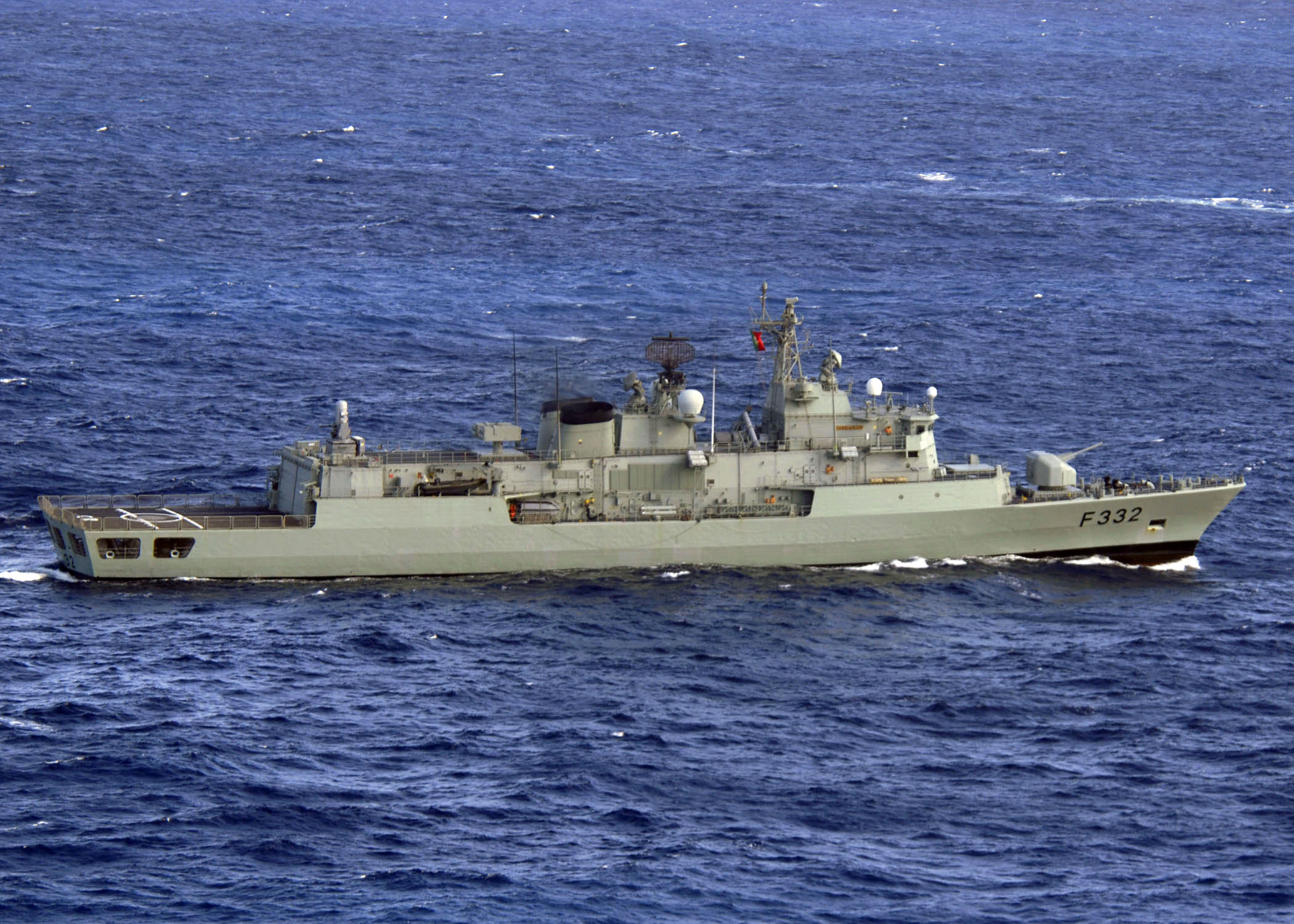
MEKO 200PN NRP Corte Real
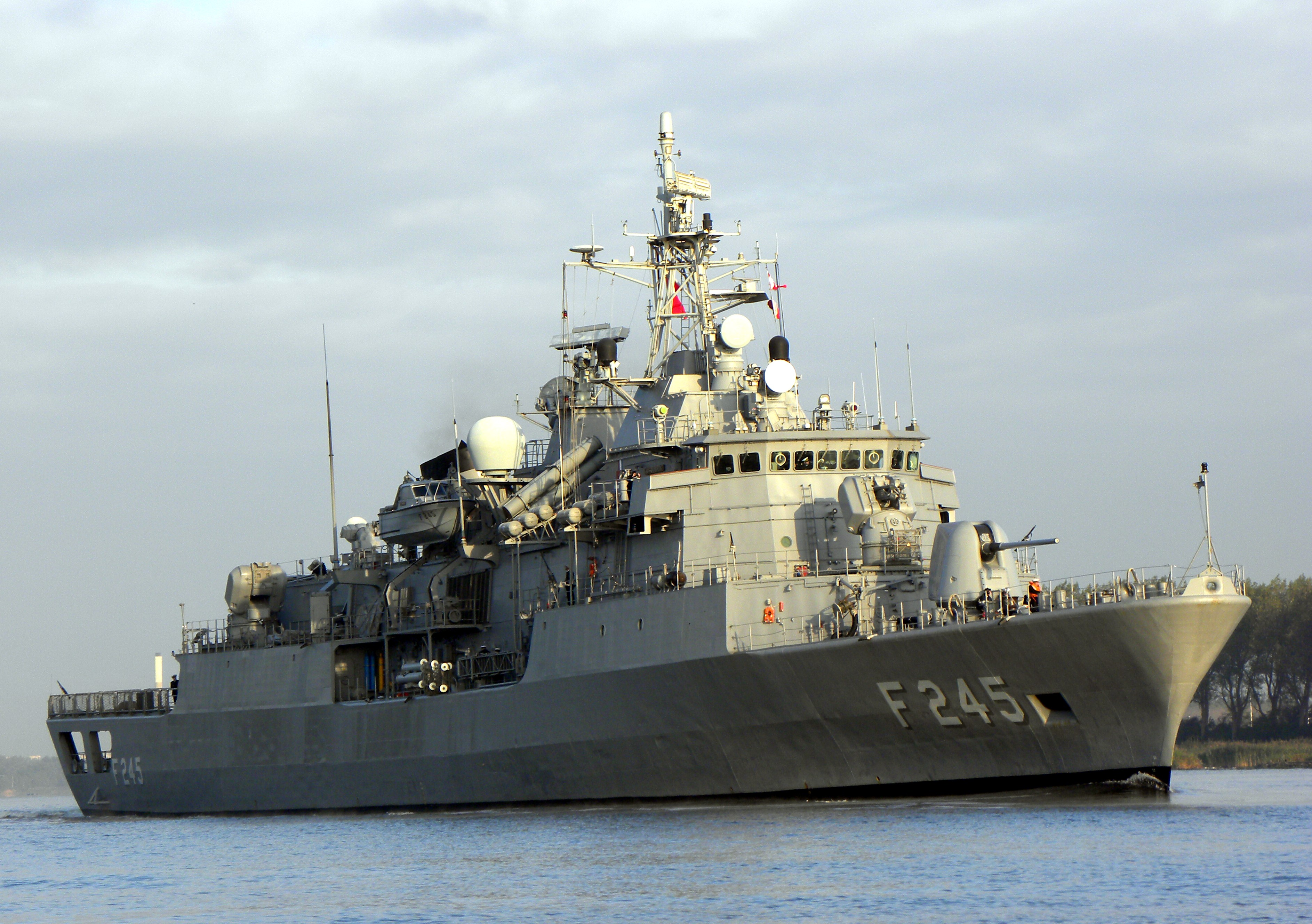
MEKO 200 TN Track II F (245) TCG OruçReis
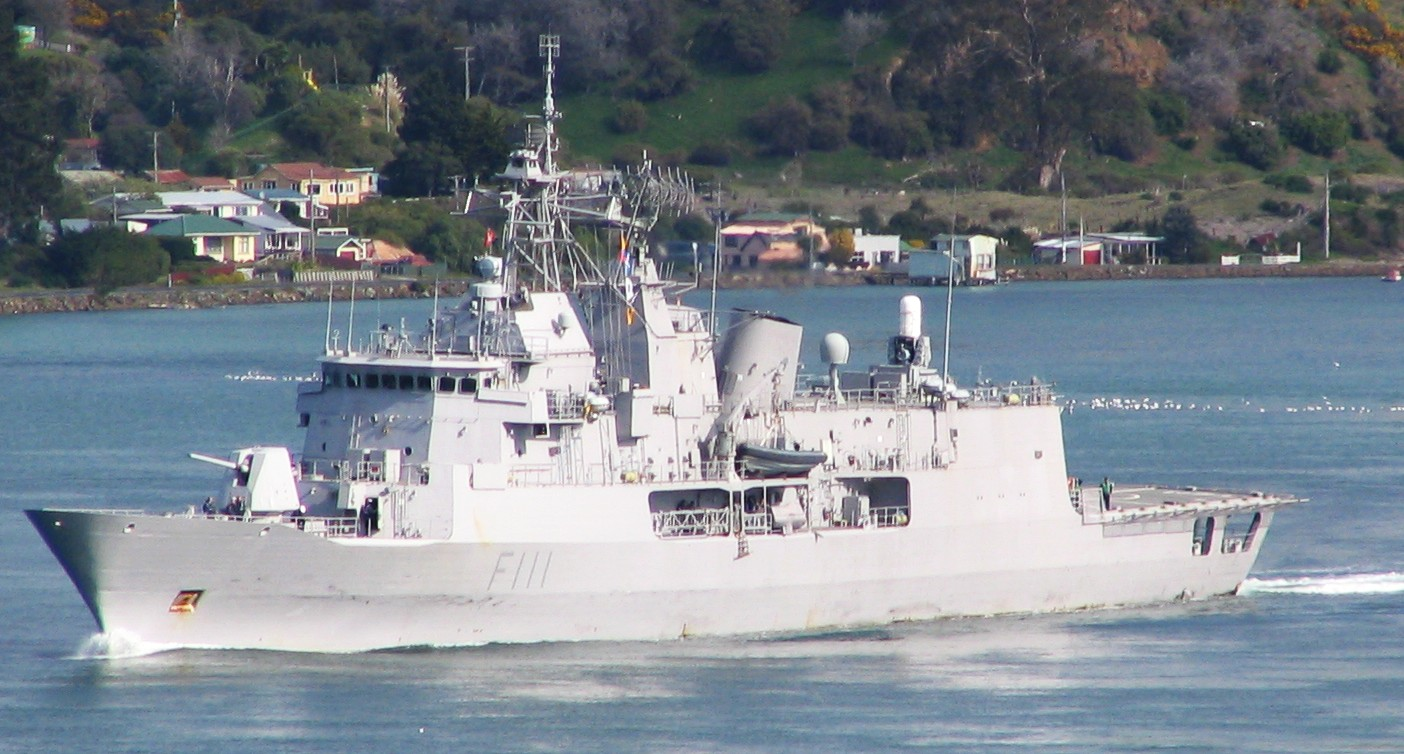
ANZAC-Klasse HMNZS Te Mana
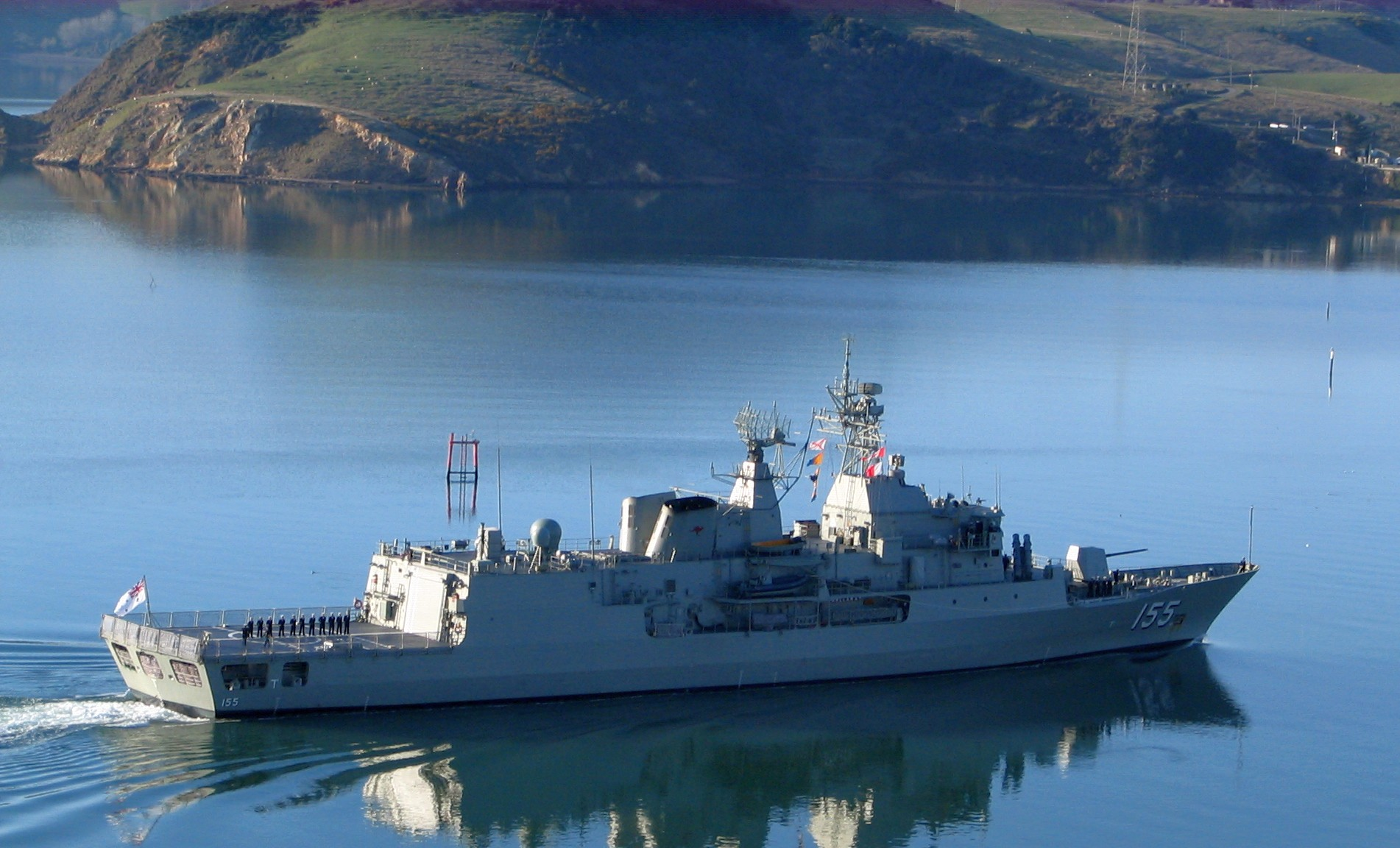
ANZAC-Klasse HMAS Ballarat
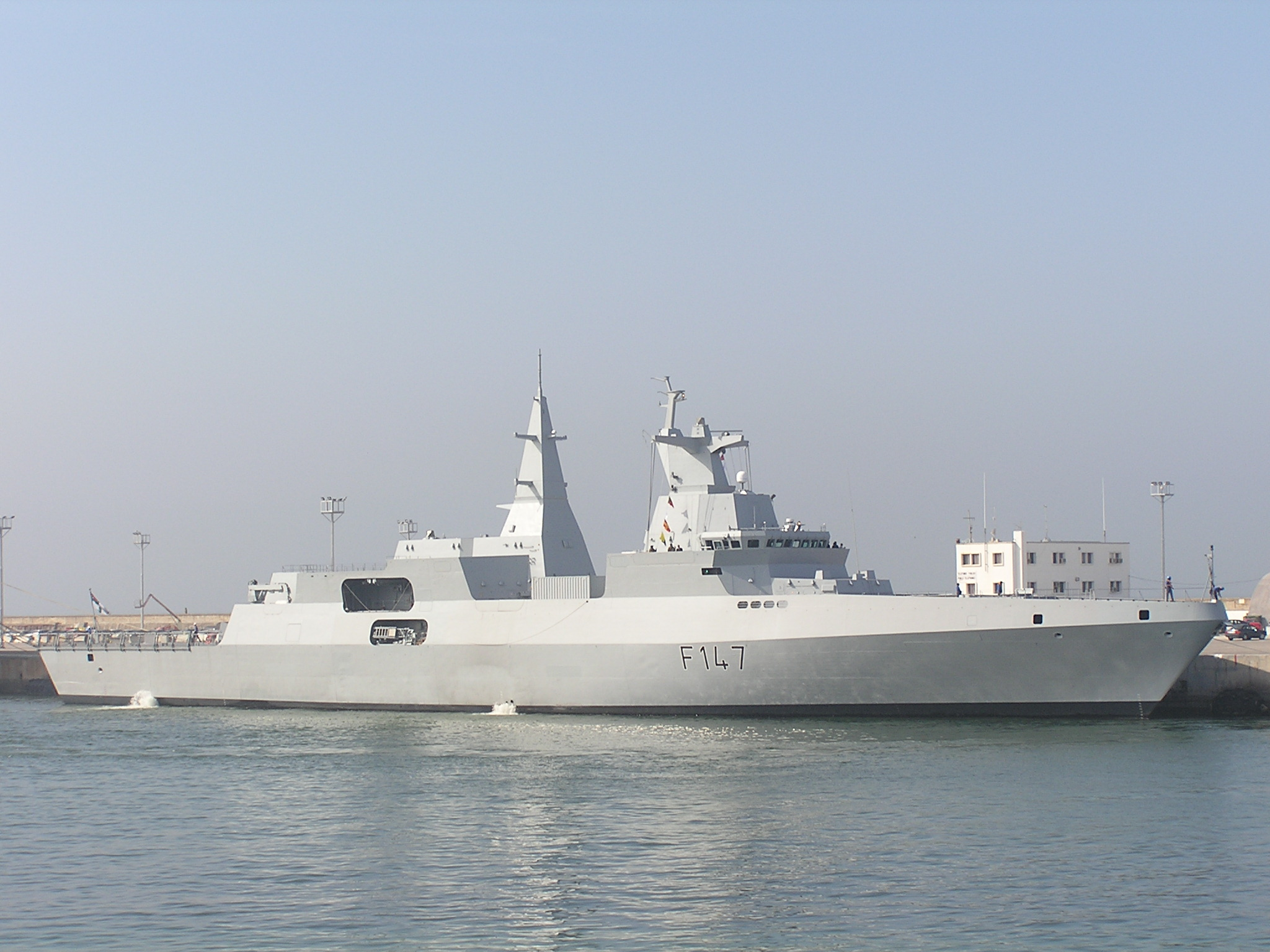
MEKO A-200SAN SAS Spioenkop
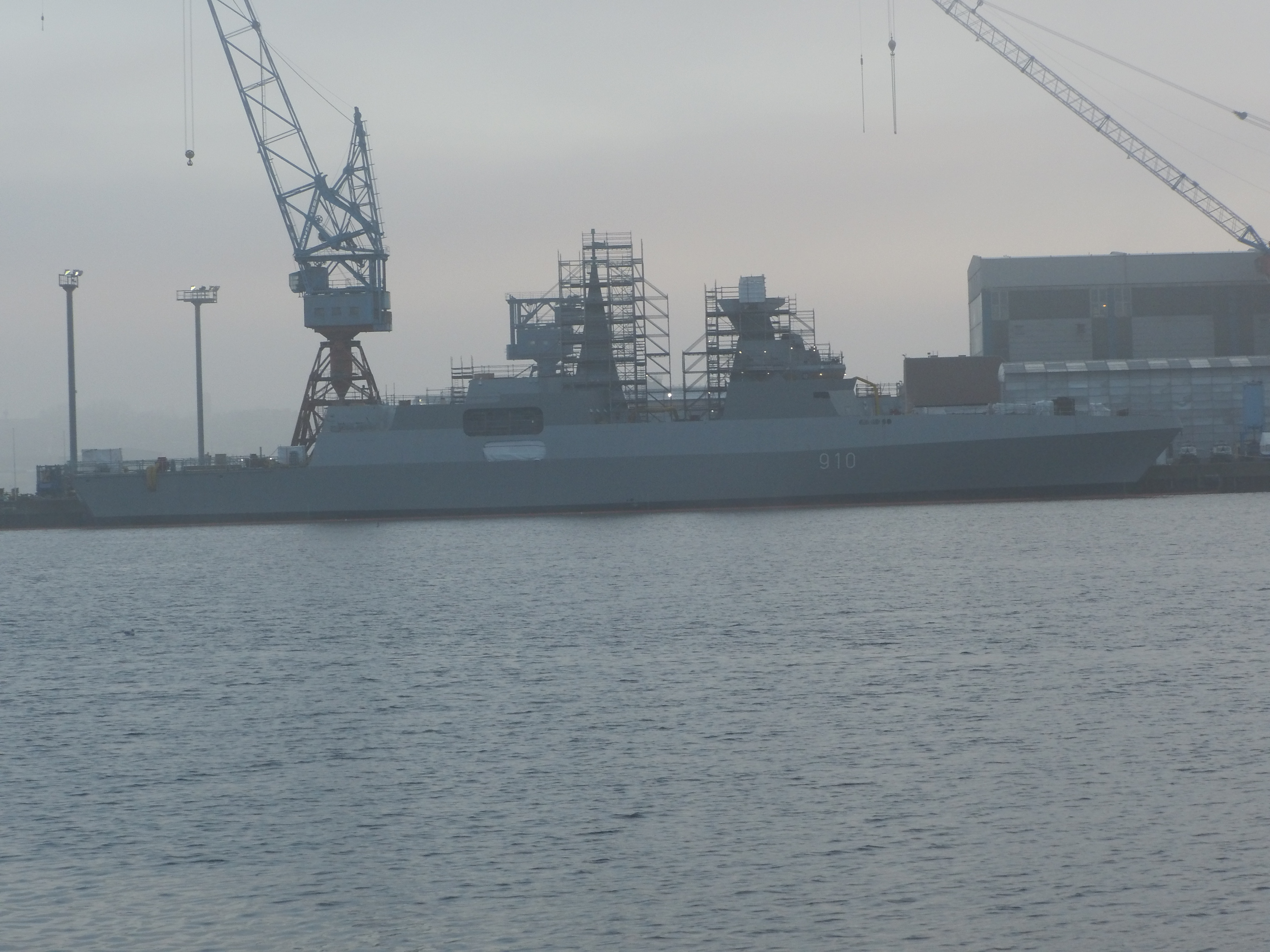
Erste Fregatte für Algerien in Kiel
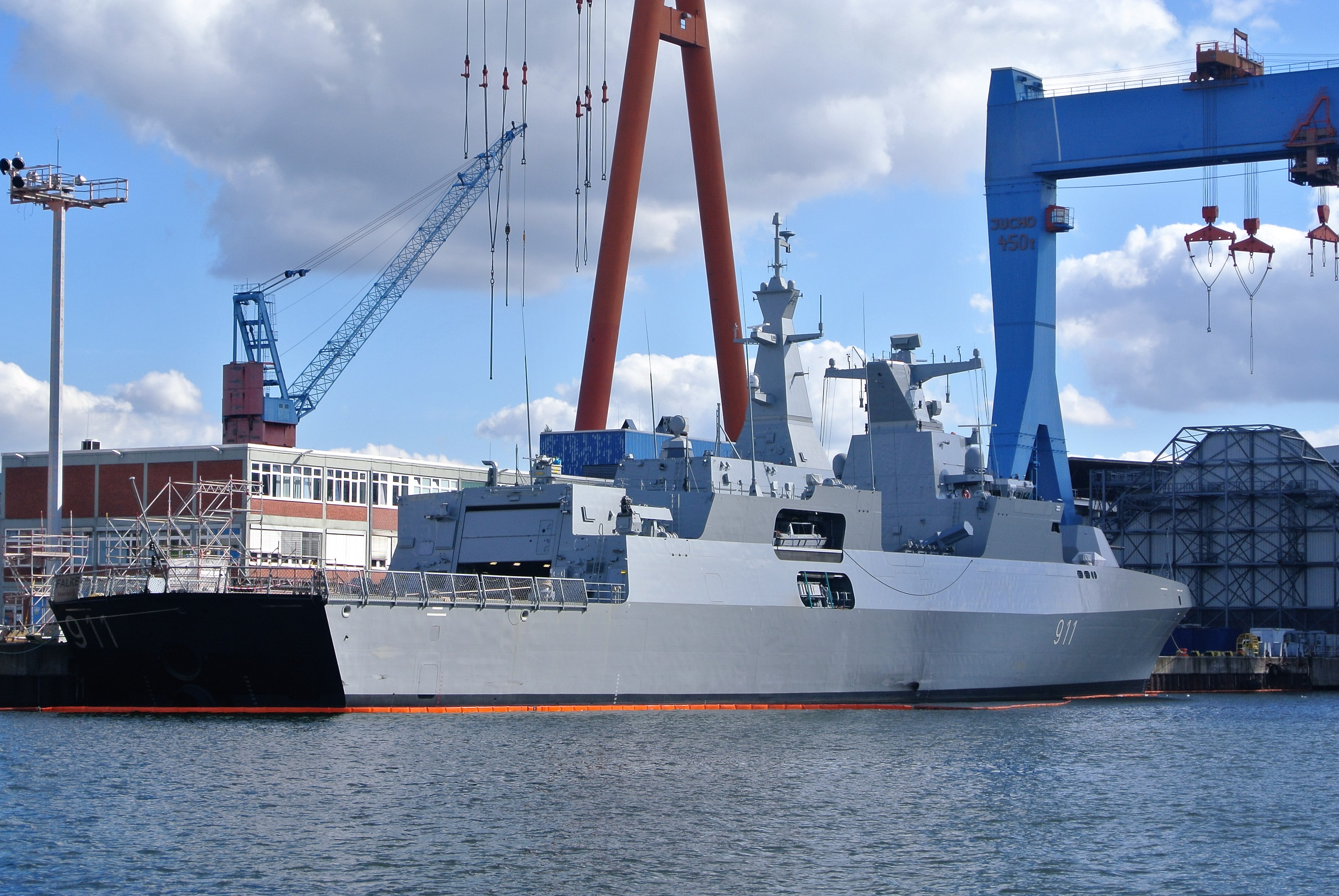
Zweite Fregatte für Algerien in Kiel
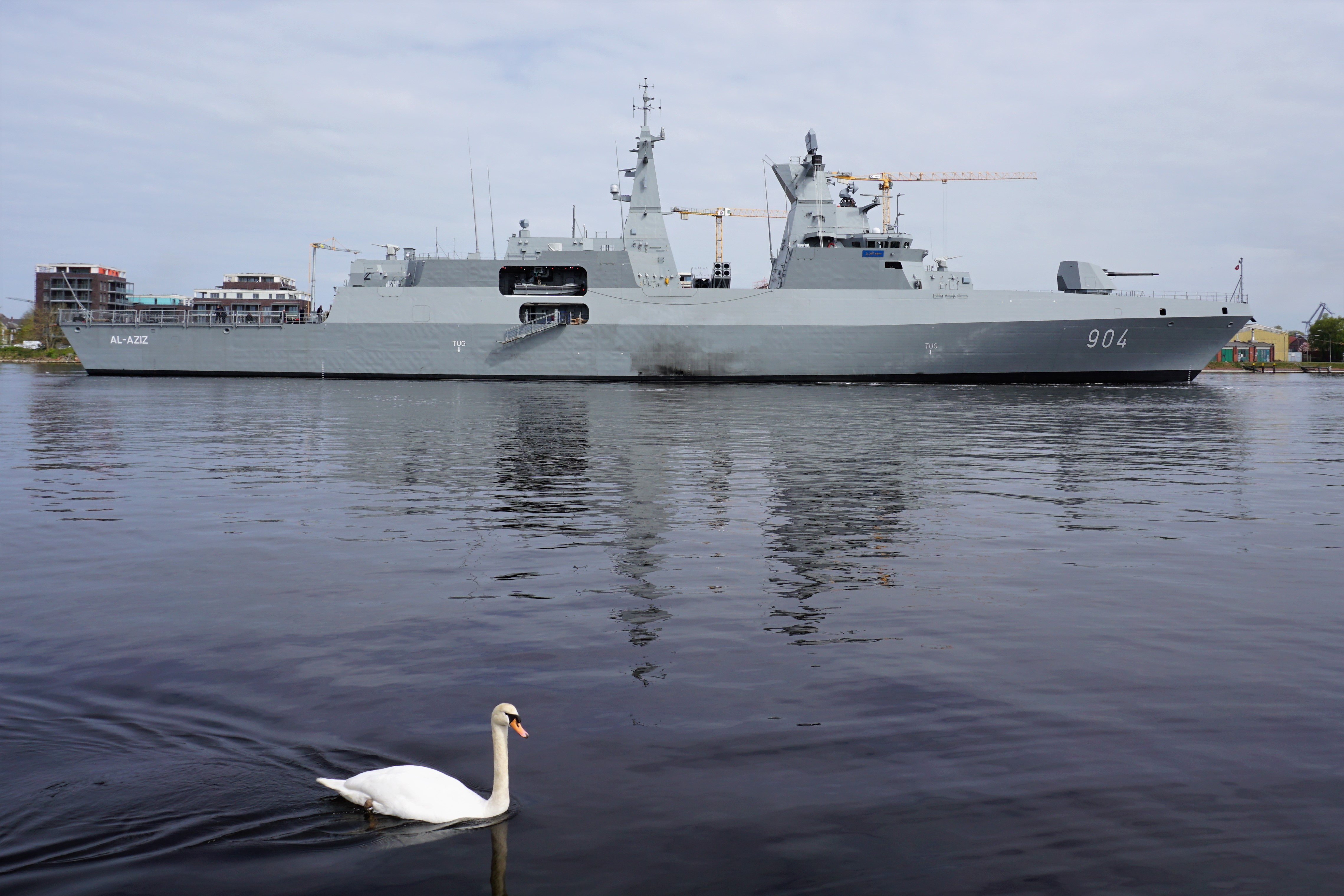
Erste Fregatte für Ägypten